# 1963 w informatyce
Kalendarium informatyczne 1963 roku
- Opublikowano pierwszą wersję kodu ASCII[1].
- Bill English zaprojektował pierwszą mysz komputerową w historii[2].